# Proscopia panamensis
Proscopia panamensis är en insektsart som beskrevs av Bentos-pereira och David M. Rowell 1999. Proscopia panamensis ingår i släktet Proscopia och familjen Proscopiidae. Inga underarter finns listade i Catalogue of Life.